# Макканн, Гэвин
Гэ́вин Пи́тер Макка́нн (англ. Gavin Peter McCann; род. 10 января 1978, Блэкпул, Англия) — английский футболист, игравший на позиции полузащитника.

## Клубная карьера
Во взрослом футболе 1995 года дебютировал выступлениями за команду клуба «Эвертон», в которой провел три сезона, приняв участие в 11 матчах чемпионата.
Своей игрой за эту команду привлек внимание представителей тренерского штаба клуба «Сандерленд», в состав которого присоединился в 1998 году. Сыграл за клуб Сандерленда следующие пять сезонов своей игровой карьеры. Большинство времени, проведенного в составе «Сандерленда», был основным игроком команды.
В 2003 году заключил контракт с клубом «Астон Вилла», в составе которого провел следующие четыре года своей карьеры. Играя в составе «Астон Виллы» также в основном выходил на поле в основном составе команды.
В 2007 году перешёл в клуб «Болтон Уондерерс», за который отыграл 4 сезона. Завершил профессиональную карьеру футболиста выступлениями за команду «Болтон Уондерерс» в 2011 году.

## Выступление за сборную
В 2001 году дебютировал в официальных матчах в составе сборной Англии, с тех пор в национальную команды не вызывался.